# Robert Dalban
Robert Dalban, születési nevén Gaston Paul Barré (Celles-sur-Belle, Deux-Sèvres megye, 1903. július 19. – Párizs, 1987. április 3.), francia karakterszínész. A francia filmművészet egyik legismertebb „másodszereplője” volt. Öt évtizeden átívelő színészi pályája során több, mint 240 filmben és tévésorozatban szerepelt, olyan sztárokkal játszott együtt, mint Jean Gabin, Alain Delon, Lino Ventura, Bernard Blier, Paul Meurisse, Jean Marais, Jean-Paul Belmondo, Louis de Funès és Sophie Marceau.

## Élete

### Származása
Apja, Louis Auguste Barré (1873-1951) először jegyzőként, aztán hentesmesterként dolgozott. Anyja, Marie Léontine Moreau (1868-1951) varrónő volt. Robert, az egyetlen fiú két idősebb nővére után született. Tizenhat évesen a párizsi Montparnasse Színházban kezdett dolgozni, Harry-Max (1901–1979) és Maurice Dorléac (1901–1979) keze alatt.

### Színészi pályája
A háború alatt különböző művészneveken lépett fel kávéházakban, zenés színpadokon, így pl. R.Q. álnéven a Les Trois Mousquetaires nevű zenés kávéházban, katonákat szórakoztató műsorokban. Párizs sok kisebb színházában is rendszeresen fellépett. Az 1920-as évek elején Sarah Bernhardt társaságában turnéra indult az Egyesült Államokba. Az 1930-as években operettekben és revüszínpadokon dolgozott. Többször játszott együtt Gaby Morlay (1893−1964) színésznővel, aki meglátta tehetségét és arra ösztönözte, keresse útját a filmezés felé. Első filmszerepét 1934-ben kapta.
1950-ben, amikor az MGM vállalkozásában David O. Selznick 1939-es Elfújta a szél című filmeposzának francia szinkronját készítették, Dalbant választották Clark Gable francia hangjának. (Az 1939-es amerikai filmet Franciaországban csak a felszabadulás után kezdték vetíteni, az első években még szinkronizálás nélkül).
1955-ben találkozott Robert Hossein színész-rendezővel, aki szerepet adott neki a Les salauds vont en enfer című bűnügyi filmjében, amelyben maga is szerepelt. A két férfi életre szóló barátságot kötött.
Számos filmben alakított főtisztviselőket, rendőröket, de keménykötésű bűnözőket is. Sok megjelenése között említendő az 1959-es Különös találkozás (Marie-Octobre) című filmdráma, Julien Duvivier rendezése, ahol a francia ellenállás régi harcosai találkoznak egymással, de barátságukat szétrombolja egy, a saját soraikban megbúvó áruló keresése. A címszerepet, Marie-Octobre-t, az ellenállás női harcosát a Danielle Darrieux játszotta. Dalban egész személyiségére jellemző karaktert formált meg Georges Lautner 1963-as Lövöldöző taták című krimi-vígjátékában, ahol Jean főkomornyikot alakította, és mennydörgő „Yes, sir !” kiáltásaival rezzentette össze a körülötte állókat. Lautner tizenegy filmjében adott szerepet Dalbannak, hasonló karakterek megformálására. Dalban ugyanolyan hitelesen tudott alakítani csóró gazembereket, nagystílű csalókat és szigorú rendőröket. Emlékezetes alakítása volt Jean-Pierre fogadósnak, a Manette-et játszó Claude Jade filmbéli apjának szerepe, Édouard Molinaro rendező 1969-es Nagybátyám Benjámin című vígjátékában. 1982-ben Yves Ellena rendező Jules et Juju c. televíziós filmvígjátékában neki adta az egyik főszerepet, Jujut. Partnerét, Jules-t Fernand Ledoux alakította.

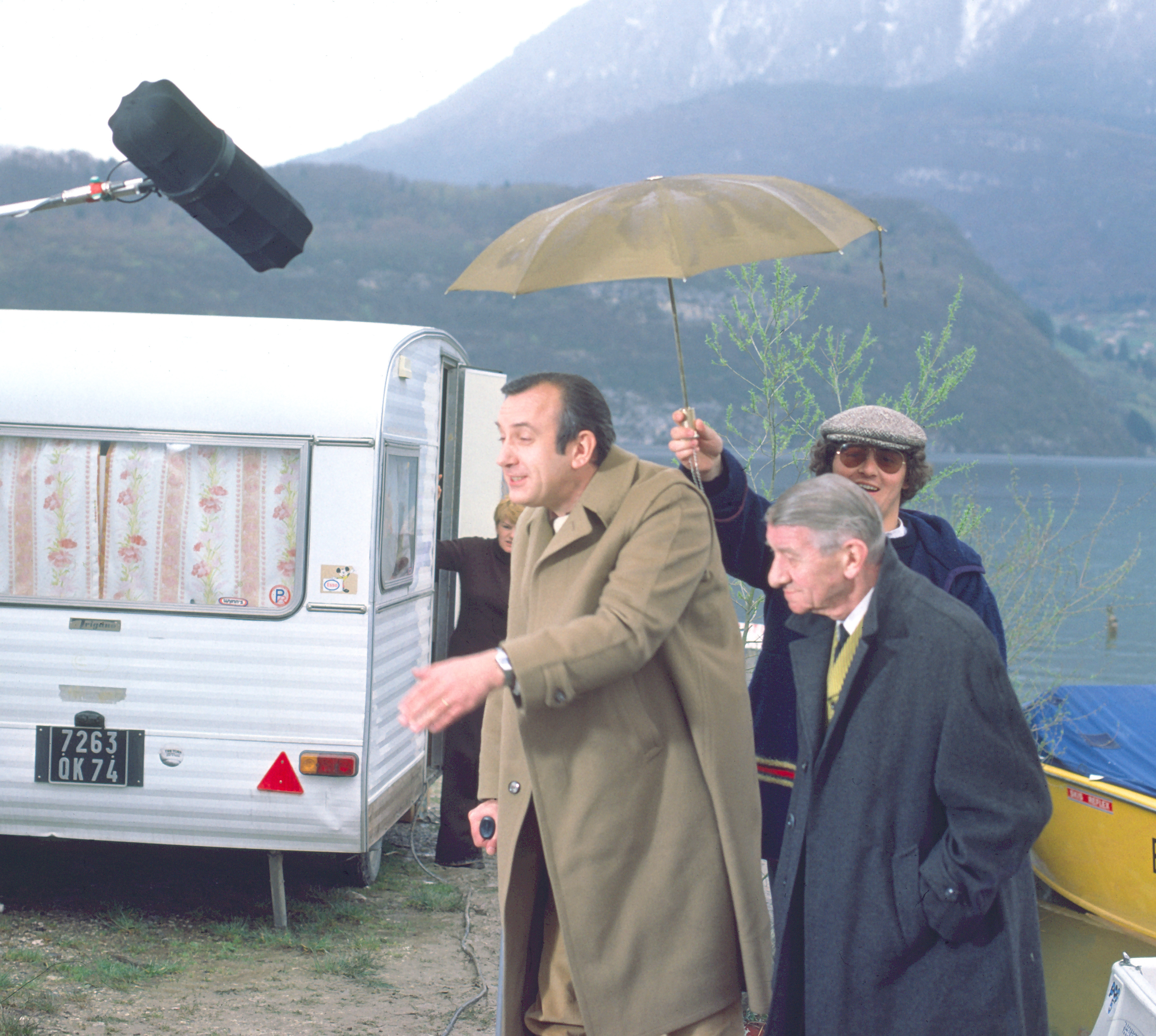
A „Le Maestro” című 1977-es filmkomédia forgatásán, az Annecy-tó partján. Daniel Ceccaldi és Robert Dalban színészek, és egy asszisztens

Az 1960-as években szerepelt André Hunebelle rendező mindhárom Fantomas-filmjében. Megjelent az 1980-as évek több nemzetközi sikerű francia vígjátékában mellékszereplőként, mint tenyeres-talpas, jóságos vagy éppen kicsit ütődött „nagy mackó”, így a Házibuli első és második részében, a Magas szőke férfi felemás cipőben-ben, a Félénk vagyok, de hódítani akarok-ban, a Balfácánban és a Balekokban is.

### Halála
83 éves korában, 1987. április 3-án este egy Champs-Élysées-i étterembe ment vacsorázni. Amikor gyalogosan átkelt az úttesten, egy motorkerékpáros banda tagjai körülvették és ágaskodó motorjaikat bőgetve elgázolással fenyegették. Dalban még be tudott menekülni az étterembe, de a megrázkódtatástól szívrohamot kapott, mely a helyszínen végzett vele.
Yvelines megyében, Jouars-Pontchartrain temetőjében helyezték végső nyugalomra, ahol Alain Poiré producer saját családjának kriptájában adott neki helyet.

### Magánélete
1940-ben feleségül vette Madeleine Robinson (született Madeleine Yvonne Svoboda, 1917–2004) francia színésznőt, 1941-ben megszületett közös fiuk, Jean-François. A házasfelek 1946-ban elváltak. 1954-ben Dalban újra megnősült, Francine Claudel (1921–1987) színésznő-énekesnőt vette feleségül, aki alig több mint fél évvel élte túl férjét, 1987 decemberében hunyt el.

## Fontosabb filmszerepei
- 1934: L’or dans la rue; férfi a pályaudvaron
- 1945: Francia lány (Boule de suif); Oskar
- 1947: A játék véget ért (Les jeux sont faits); Georges
- 1947: Sátán az emberben (Non coupable); Gustave kávéháztulajdonos
- 1947: Bűnös vagy áldozat? (Quai des Orfèvres); Paulo
- 1948: L’assassin est à l’écoute; a nagyfőnök
- 1948: Le secret de Monte-Cristo; Mathieu Loupian
- 1949: A feledés útján (Le mura di Malapaga); tengerész
- 1950: Un homme marche dans la ville; Laurent
- 1951: Az öt barát (Ils étaient cinq); Dufau igazgató
- 1954: Mourez, nous ferons le reste; Grosjean
- 1955: Ördöngösök (Les diaboliques); autószerelő
- 1955: A drága Karolina fia (Le fils de Caroline chérie); kapitány
- 1955: Pas de souris dans le business; Marcasse főfelügyelő
- 1955: Gyermekbíróság (Chiens perdus sans collier); Joseph, kötéltáncos
- 1955: Gázolaj (Gas-oil); Félix
- 1955: Les salauds vont en enfer; Clément
- 1956: Jelentéktelen emberek (Jelentéktelen emberek); Gilbert
- 1956: La loi des rues; kamionos
- 1956: À la manière de Sherlock Holmes; Sanois felügyelő
- 1957: Les truands; Pepito Benoit
- 1958: La Tour színre lép (La Tour, prends garde!); Barberin, a „Kedves Szívű”
- 1958: Légy szép és tartsd a szád! (Sois belle et tais-toi); Gotterat felügyelő
- 1958: Én és az ezredes (Me and the Colonel); Pierre Michel
- 1959: Különös találkozás (Marie-Octobre); Léon Blanchet lakatos
- 1959: Miért jössz ilyen késön? (Pourquoi viens-tu si tard…); rikkancs
- 1959: Egy tanú a városban (Un témoin dans la ville); Raymond taxisofőr
- 1959: Signé: Arsène Lupin; Béchoux rendőrfelügyelő
- 1960: Báró a zsilipen (Le baron de l’écluse); Vuillaume
- 1960: Egy éjszaka története (L’affaire d’une nuit); Lenormand
- 1961: Vive Henri IV… vive l’amour!; gárdakapitány
- 1961: Párizs járdáin (Le pavé de Paris); rendőrfelügyelő
- 1961: Kantár a nyakon (La bride sur le cou); vendég a bisztróban
- 1961: Párizsi kaland (Les moutons de Panurge); taxisofőr
- 1961: A balek bosszúja (Le cave se rebiffe); Maffeux rendőrfelügyelő
- 1961: Csoda a farkasokkal (Le miracle des loups); hamis futár
- 1961: A találkozó (Le rendez-vous); bisztrótulajdonos
- 1961: A szókimondó asszonyság (Madame Sans Gêne); tánctanár
- 1962: L’assassin est dans l’annuaire; rendőrfelügyelő
- 1962: A hetedik esküdt (Le septième juré); Garampon halász
- 1962: Le monte-charge; rendőrfelügyelő
- 1962: Párizs rejtelmei (Les mystères de Paris); a Pusztítók fogadósa
- 1962: Pardaillan lovag (Le chevalier de Pardaillan); Landry
- 1962: Lobo, a farkas (The Legend of Lobo), a francia narrátor hangja
- 1963: Lövöldöző taták (Les tontons flingueurs); Jean
- 1962-1963: Leclerc felügyelő (L'inspecteur Leclerc enquête), tévésorozat; Brunel tábornok
- 1964: Pardaillan lovag (Hardi Pardaillan!); névtelen szereplő
- 1964: A bérgyilkos halála (La mort d’un tueur); Albert
- 1964: Robinson Crusoe kalandjai (Les aventures de Robinson Crusoë), tévésorozat; Darrik kapitány
- 1964: Fantomas (Fantômas); újság-főszerkesztő
- 1964: A nagy kémügy (Les Barbouzes); kamionos
- 1965: Hajsza a gyémántokért (Le gentleman de Cocody); Pepe
- 1965: Pórul járt jómadarak (Quand passent les faisans); hotelportás
- 1965: Piège pour Cendrillon; műhelyfőnök
- 1965: Fantomas visszatér (Fantômas se déchaîne); újság-főszerkesztő
- 1966: Út a túlsó partra (La longue marche); gyógyszerész
- 1966: A főnök inkognitóban (Le grand restaurant); francia összeesküvő
- 1967: Fantomas a Scotland Yard ellen (Fantômas contre Scotland Yard); újság-főszerkesztő
- 1967: Egy bolond Párizsban (Un idiot à Paris); Patouilloux
- 1967: Allô police, tévésorozat; Gervais
- 1967: A 4-es labor őrültje (Le fou du labo IV); Marchand
- 1968: Pasas a tönk szélén (Le pacha); Gouvion felügyelő
- 1968: Az O Ügynökség aktái (Les dossiers de l’agence O); tévésorozat; Drumond felügyelő
- 1968: Majd a Leontine! (Faut pas prendre les enfants du bon Dieu pour des canards); Casimir
- 1969: A nagy zsákmány (Le cerveau); náthás belga katonai rendőr
- 1969: La battaglia del deserto; Hastings ezredes
- 1969: Nagybátyám Benjámin (Mon oncle Benjamin); Jean-Pierre fogadós
- 1970: Farkasok ideje (Farkasok ideje); autószerelő
- 1970: Les belles au bois dormantes; Mario
- 1970: A hölgy nem iszik, nem dohányzik, nem flörtöl… csak fecseg (Elle boit pas, elle fume pas, elle drague pas, mais… elle cause!); Belpech
- 1970: A szórakozott (Le distrait); Mazelin
- 1971: Esténként a kormoránok rikoltoznak a dzsunkák fölött (Le cri du cormoran, le soir au-dessus des jonques); karavánvezető
- 1972: Volt egyszer egy zsaru (Il était une fois un flic…); Chauvet felügyelő
- 1972: Híres szökések (Les évasions célèbres), tévésorozat; La Ramée
- 1972: Balszerencsés Alfréd (Les malheurs d’Alfred); Gustave, sofőr
- 1972: Les misérables, tévé-minisorozat; Brugeon
- 1972: Magas szőke férfi felemás cipőben (Le Grand Blond avec une chaussure noire); Coco (Tökfej), a lehallgató
- 1973: Quelques messieurs trop tranquilles; rendőrfelügyelő
- 1973: La raison du plus fou; rendőrfelügyelő
- 1973: Vidocq újabb kalandjai (Les nouvelles aventures de Vidocq), tévésorozat; Les bijoux du roi c. rész
- 1973: Üdv a művésznek (Salut l’artiste); szállodai recepciós
- 1973: De hová tűnt a 7. század? (Mais où est donc passée la 7ème compagnie); gazda
- 1974: O.K. patron; rendőrfelügyelő
- 1974: A pofon (La gifle); iskolagondnok
- 1974: A választ csak a szél ismeri (Die Antwort kennt nur der Wind); Jabot felügyelő
- 1975: Die unfreiwilligen Reisen des Moritz August Benjowski, tévé-minisorozat; Maillard
- 1975: Már ez is probléma?  (Pas de problème!); Maurice hotelportás
- 1975: A javíthatatlan (L’incorrigible); Freddy
- 1975: Megtalálták a 7. századot (On a retrouvé la 7ème compagnie!); Bricard ezredes
- 1975: Erreurs judiciaires, tévésorozat; második rendőrfelügyelő
- 1976: Gyilkosság zárt ajtók mögött (Les vécés étaient fermés de l’intérieur); edző
- 1975–1976: Kurtizánok tündöklése és nyomorúsága (Splendeurs et misères des courtisanes), tévé-minisorozat; Bibi Lupin
- 1976: Drakula és fia (Dracula père et fils); szállodai recepciós
- 1967-1976: Les cinq dernières minutes, tévésorozat; több szerepben
- 1977: Pierrot és bandája (Le gang); patkányvadász
- 1977: Glória (Gloria); rikkancs
- 1978: Félénk vagyok, de hódítani akarok (Je suis timide… mais je me soigne); autófeltörő
- 1978: Olajralépés (La carapate); bisztrótulajdonos
- 1979: Csatár a pácban (Coup de tête); Jeanjean, régi igazgató
- 1980: Csempészek (Achtung Zoll!); tévésorozat; Jules Mignon
- 1980: Esernyőtrükk (Le coup du parapluie); kávéházi színpadi rendező
- 1980: Házibuli (La boum); Serge
- 1981: Balfácán (La chèvre); technikus
- 1982: Jules et Juju, tévéfilm; Juju
- 1982: Még a házasság előtt (Jamais avant le mariage); Marcel
- 1982: Nyomorultak (Les misérables); kocsis
- 1982: A házibuli folytatódik (La boum 2); Serge
- 1983: Merci Sylvestre; tévésorozat; öreg igazgató
- 1983: Az Ők felesége (Attention une femme peut en cacher une autre!); pincér / komornyik
- 1983: Balekok (Les compères); Riviera recepciós
- 1984: Un grand avocat, tévéfilm; törvénysolga

## További információ
- Robert Dalban a PORT.hu-n (magyarul)
- Robert Dalban az Internetes Szinkronadatbázisban (magyarul)
- Robert Dalban az Internet Movie Database-ben (angolul)
- Robert Dalban a Rotten Tomatoeson (angolul)
- Robert Dalban az AlloCiné weboldalán (franciául)
- Robert Dalban. Filmkatalógus.hu (magyarul)
- Robert Dalban Profile (angol nyelven). famousfix.com. (Hozzáférés: 2023. július 13.)